# Levainville
Levainville é uma comuna francesa na região administrativa do Centro, no departamento Eure-et-Loir. Estende-se por uma área de 5,5 km². Em 2010 a comuna tinha 400 habitantes (densidade: 72,7 hab./km²).